# Governo Hertling
Il Governo Hertling fu il penultimo governo dell'Impero Tedesco (l'ultimo fu quello del principe di Baden) e il cui Cancelliere fu Georg von Hertling. Era composto principalmente da membri del Zentrum cattolico o comunque da membri di partiti liberali o moderati con lievi inclinazioni democratiche. 
Esso durò dal 25 ottobre 1917 al 4 ottobre 1918.

## Composizione

### Cancelliere
| Georg von Hertling (Zentrum) |

### Vicecancelliere
| Karl Helfferich (FVP) |

| Friedrich von Payer |

### Segretari di Stato

#### Dipartimento degli Affari Esteri
| Richard von Kühlmann (Indipendente) |

| Paul von Hintzer (Indipendente) |

#### Dipartimento dell'Interno
| Max Wallraf (Indipendente) |

#### Dipartimento della Giustizia
| Paul von Krause (Indipendente) |

#### Dipartimento della Marina
| Eduard von Capelle (Indipendente) |

#### Dipartimento della Guerra
| Rudolf Schwander (Indipendente) |

| Hans Karl von Stein zu Nord-und Ostheim (Indipendente) |

#### Dipartimento dei Trasporti
| Wilhelm von Waldow (Partito Conservatore Tedesco) |

#### Dipartimento delle Poste
| Otto Rudlin (Indipendente) |

#### Dipartimento della Finanze
| Siegfried von Roedern (Indipendente) |

#### Dipartimento delle Colonie
| Wilhelm Solf (Liberale) |